# Bahnstrecke Berlin-Karow–Fichtengrund
| Die 1986 erbaute, denkmalgeschützte Klinkerhafenbrücke ist der größte Kunstbau der Strecke |                      |                                         |                                         |
| Streckennummer (DB): | 6500                 |                                         |                                         |
| Kursbuchstrecke (DB): | 209.27               |                                         |                                         |
| Streckenlänge: | 29 km                |                                         |                                         |
| Spurweite: | 1435 mm (Normalspur) |                                         |                                         |
| Streckenklasse: | C4                   |                                         |                                         |
| |                      |                                         |                                         |
| \| \| \| von Berlin \| \| \| \| 45,5 \| Berlin-Karow \| Berlin-Karow \| \| \| \| nach Bernau (b Berlin) \| \| \| \| \| Panke \| \| \| \| \| A 10 \| \| \| \| \| Landesgrenze Berlin / Brandenburg \| \| \| \| 51,2 \| Schönerlinde (seit 2002) \| Schönerlinde (seit 2002) \| \| \| 52,4 \| Schönerlinde (bis 2002) \| Schönerlinde (bis 2002) \| \| \| \| \| \| \| \| 54,4 \| Schönwalde (Barnim) ehem. Schönwalde Hp \| Schönwalde (Barnim) ehem. Schönwalde Hp \| \| \| \| \| \| \| \| \| von Berlin-Wilhelmsruh \| \| \| \| 54,8 \| Abzw Schönwalde (Barnim) \| Abzw Schönwalde (Barnim) \| \| \| 58,3 \| Basdorf \| Basdorf \| \| \| \| nach Groß Schönebeck \| \| \| \| 61,2 \| Zühlsdorf \| Zühlsdorf \| \| \| 63,9 \| Wensickendorf (früher Bf.) \| Wensickendorf (früher Bf.) \| \| \| \| nach Liebenwalde \| \| \| \| 68,3 \| Schmachtenhagen \| Schmachtenhagen \| \| \| 69,8 \| Schmachtenhagen \| Schmachtenhagen \| \| \| 72,1 \| Klinkerhafenbrücke \| Klinkerhafenbrücke \| \| \| \| \| \| \| \| 74,4/73,4 \| Fichtengrund Berliner Nordbahn \| Fichtengrund Berliner Nordbahn \| |                      |                                         |                                         |
| Abzweig geradeaus und von links |                      | von Berlin                              | von Berlin                              |
| Bahnhof mit S-Bahn-Halt | 45,5                 | Berlin-Karow                            | Berlin-Karow                            |
| Abzweig geradeaus und nach rechts |                      | nach Bernau (b Berlin)                  | nach Bernau (b Berlin)                  |
| Brücke über Wasserlauf |                      | Panke                                   | Panke                                   |
| Brücke |                      | A 10                                    | A 10                                    |
| Grenze |                      | Landesgrenze Berlin / Brandenburg       | Landesgrenze Berlin / Brandenburg       |
| Bahnhof | 51,2                 | Schönerlinde (seit 2002)                | Schönerlinde (seit 2002)                |
| ehemaliger Dienststation / Betriebs- oder Güterbahnhof | 52,4                 | Schönerlinde (bis 2002)                 | Schönerlinde (bis 2002)                 |
| |                      |                                         |                                         |
| Haltepunkt / Haltestelle | 54,4                 | Schönwalde (Barnim) ehem. Schönwalde Hp | Schönwalde (Barnim) ehem. Schönwalde Hp |
| |                      |                                         |                                         |
| Abzweig geradeaus und von links |                      | von Berlin-Wilhelmsruh                  | von Berlin-Wilhelmsruh                  |
| Blockstelle | 54,8                 | Abzw Schönwalde (Barnim)                | Abzw Schönwalde (Barnim)                |
| Bahnhof | 58,3                 | Basdorf                                 | Basdorf                                 |
| Abzweig geradeaus und nach rechts |                      | nach Groß Schönebeck                    | nach Groß Schönebeck                    |
| Haltepunkt / Haltestelle | 61,2                 | Zühlsdorf                               | Zühlsdorf                               |
| Haltepunkt / Haltestelle | 63,9                 | Wensickendorf (früher Bf.)              | Wensickendorf (früher Bf.)              |
| Abzweig geradeaus und ehemals nach rechts |                      | nach Liebenwalde                        | nach Liebenwalde                        |
| Haltepunkt / Haltestelle Strecke ab hier außer Betrieb | 68,3                 | Schmachtenhagen                         | Schmachtenhagen                         |
| Dienststation / Betriebs- oder Güterbahnhof (Strecke außer Betrieb) | 69,8                 | Schmachtenhagen                         | Schmachtenhagen                         |
| Brücke über Wasserlauf (Strecke außer Betrieb) | 72,1                 | Klinkerhafenbrücke                      | Klinkerhafenbrücke                      |
| Strecke von links (außer Betrieb) · Abzweig nach links und nach rechts (Strecke außer Betrieb) · Strecke von rechts (außer Betrieb) |                      |                                         |                                         |
| Abzweig quer und ehemals nach rechts · ehemaliger Bahnhof quer · Abzweig quer und ehemals nach links | 74,4/73,4            | Fichtengrund Berliner Nordbahn          | Fichtengrund Berliner Nordbahn          |

Die Bahnstrecke Berlin-Karow–Fichtengrund im Nordosten von Berlin wurde nach dem Zweiten Weltkrieg gebaut und diente vor allem der Umfahrung der Westsektoren Berlins. Sie besteht aus zwei damals neu errichteten Abschnitten und einem Mittelstück, das bereits Anfang des 20. Jahrhunderts als Teilstück der Heidekrautbahn gebaut wurde. Sie wird oft als Nördlicher Güteraußenring bezeichnet, da sie an den ursprünglichen Güteraußenring (GAR) anschließt und auch dessen Kilometrierung übernommen hat. Die Strecke entstand jedoch deutlich nach dem GAR unter anderen gesellschaftlichen Verhältnissen und hat auch nichts mit dessen ursprünglich geplantem Verlauf gemein.
Der östliche Abschnitt der Strecke hat von 1961 an bis heute eine wichtige Aufgabe im Personenverkehr als Zubringerstrecke zur Heidekrautbahn, während der westliche Streckenteil fast ausschließlich dem Güterverkehr diente, und nach 1990 weitgehend entbehrlich wurde. Der Abschnitt von Schmachtenhagen nach Fichtengrund wurde stillgelegt und teilweise abgebaut, von Wensickendorf nach Schmachtenhagen gibt es noch Personenverkehr an Wochenenden.
Der wichtigste Kunstbau der Strecke ist die in den 1980er Jahren entstandene Klinkerhafenbrücke über den Oder-Havel-Kanal, die unter Denkmalschutz steht.

## Geschichte

### Vorgeschichte
Projekte zur Umfahrung von Berlin hatte es bereits seit Ende des 19. Jahrhunderts gegeben. Gründe waren unter anderem Kapazitätsprobleme auf den Strecken in der Stadt oder militärische Erwägungen. Realisiert wurden nach der Berliner Ringbahn um 1870 Anfang des 20. Jahrhunderts mehrere Abschnitte der Umgehungsbahn westlich der Stadt zwischen dem Bahnhof Oranienburg im Norden über Nauen, Wustermark Verschiebebahnhof, Wildpark, Michendorf nach Jüterbog bzw. Großbeeren im Süden. Weitergehende Pläne für die Strecke im Osten der Stadt wurden nicht realisiert.
In nationalsozialistischer Zeit wurde im Süden und Osten Berlins der Güteraußenring als Provisorium gebaut. Mit ihm und der Umgehungsbahn war eine Verbindung fast rund um Berlin geschaffen worden, nur zwischen der Berliner Nordbahn und der Stettiner Bahn gab es keine Umfahrungsstrecke. Geplant war seinerzeit, den GAR von Berlin-Karow im Nordosten auf einer stadtnahen Trasse nördlich um die Stadt zu verlängern. Hierzu kam es infolge des Zweiten Weltkriegs nicht mehr.
Nach Ende des Zweiten Weltkriegs wurde mit der sich abzeichnenden deutschen und Berliner Teilung eine schnelle Lösung zur Umfahrung der Westsektoren der Stadt nötig. Hierzu entstand bis Anfang 1949 zwischen Zossen und Mittenwalde eine weitgehend neu gebaute Strecke, die die Dresdener Bahn (und von Jüterbog aus auch die Anhalter Bahn) mit der Görlitzer Bahn verband. Im Osten der Stadt erwies sich der 1947 als Reparationsleistung zunächst zwischen Biesenhorst (südlich des Biesdorfer Kreuzes) und Karower Kreuz demontierte GAR schon bald wieder als notwendig, so dass bald darauf der Wiederaufbau der demontierten Strecke begann.
Westlich des Karower Kreuzes hatten die ursprünglichen Pläne einen Verlauf des GAR über West-Berliner-Gebiet vorgesehen. Deswegen wurden diese Planungen nicht weiter verfolgt. Stattdessen wurde eine vergleichsweise kurze Neubaustrecke konzipiert, die in Berlin-Karow begann, im Bereich Schönwalde die Heidekrautbahn erreichte, dann deren Trasse bis Wensickendorf nutzte und im weiteren Verlauf nördlich von Oranienburg beim Bahnhof Fichtengrund auf die Nordbahn traf. Das letzte Teilstück vom Ostufer des Großschifffahrtswegs (heute Oder-Havel-Kanal) bis zur Nordbahn nutzte dabei die Trasse einer nach Kriegsende demontierten Anschlussbahn zum Klinkerwerk Oranienburg.

### Strecke zu DDR-Zeiten
Bereits 1948 war durch sowjetische Kräfte mit dem Bau der Strecke begonnen worden. Am 6. Mai 1950 ging die Strecke bis Oranienburg in Betrieb, wobei das letzte Teilstück parallel zur Nordbahn geführt wurde. Der vorhandene Abschnitt der Heidekrautbahn zwischen Schönwalde und Wensickendorf wurde zur Hauptbahn ausgebaut. Der wiederaufgebaute GAR zwischen Biesenhorst und Karower Kreuz war bereits am 1. April des gleichen Jahres eröffnet worden. Am 23. Mai 1950 folgte die Verbindungskurve vom Abzweig Kanalbrücke zum Abzweig Fichtengrund in Richtung Norden. 1951/52 entstanden Kreuzungsbahnhöfe in Schönerlinde und Schmachtenhagen.

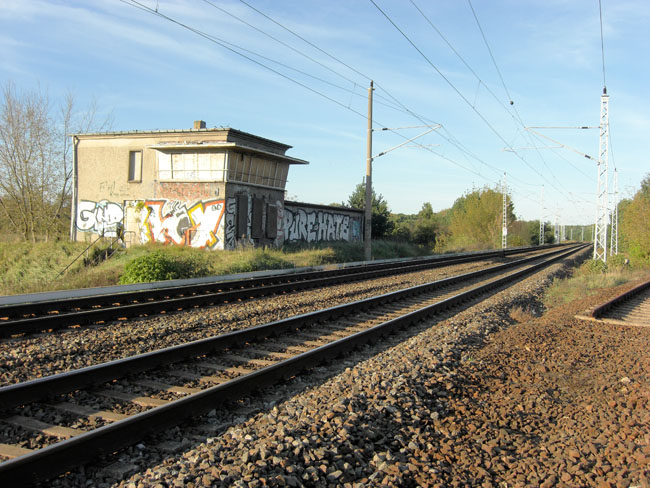
Denkmalgeschütztes Stellwerk im 1964 umgebauten Bahnhof Fichtengrund, rechts die Einmündung der Strecke aus Karow

Die Strecke diente zunächst ausschließlich dem Güterverkehr, jedoch gab es einzelne Sonderzüge zum Pfingsttreffen 1950 in Berlin, wobei allerdings die Fahrplananordnung für Züge in Richtung Neustrelitz ein Kopfmachen in Oranienburg und somit keine Fahrten über die nördliche Verbindungskurve vorsah. Das Kursbuch 1951/52 enthält ein Schnelltriebwagenzugpaar zwischen Warnemünde und Berlin Ostbahnhof, das von Fürstenberg kommend nicht den Bahnhof Oranienburg anfuhr. Nachdem im Mai 1952 keine Reisezüge des DDR-Binnenverkehrs mit Ausnahme der S-Bahn mehr West-Berliner Bahnhöfe anfahren durften, verlagerte sich kurzzeitig der gesamte Schnell- und Eilzugverkehr der Nordbahn auf die neue Strecke.
Bereits Ende 1952 ging zwischen Karower Kreuz und Birkenwerder an der Nordbahn ein Teilstück des Berliner Außenrings (BAR) in Betrieb, in den folgenden Jahren folgten die Verlängerung des BAR Richtung Westen. Damit verlor die Strecke von Karow nach Fichtengrund schon nach wenigen Jahren an Bedeutung. Sie wurde jedoch weiterhin als Entlastungs- und Umleitungsstrecke sowie aus militärstrategischen Gründen benötigt.
Anfang der 1960er Jahre wurde vor allem für den Bau des Rostocker Überseehafens die Nordbahn zweigleisig ausgebaut. In diesem Zusammenhang entstand im Bahnhof Fichtengrund ein neues Gleisbildstellwerk. Die Einmündungen der Strecke aus Berlin-Karow wurden dabei umgebaut. Die beiden Äste mündeten nun in den Süd- und Nordkopf des Bahnhofs Fichtengrund ein. Auch die Streckenverzweigung aus Richtung Wensickendorf wurde vom neuen Zentralstellwerk aus gesteuert und bekam den Namen Fichtengrund Ost. Die neuen Anlagen im Bahnhof Fichtengrund gingen Ende September 1964 in Betrieb. Die alte Südeinbindung der Strecke vorbei am Haltepunkt Sachsenhausen in den Bahnhof Oranienburg blieb als Anschlussgleis in Betrieb.

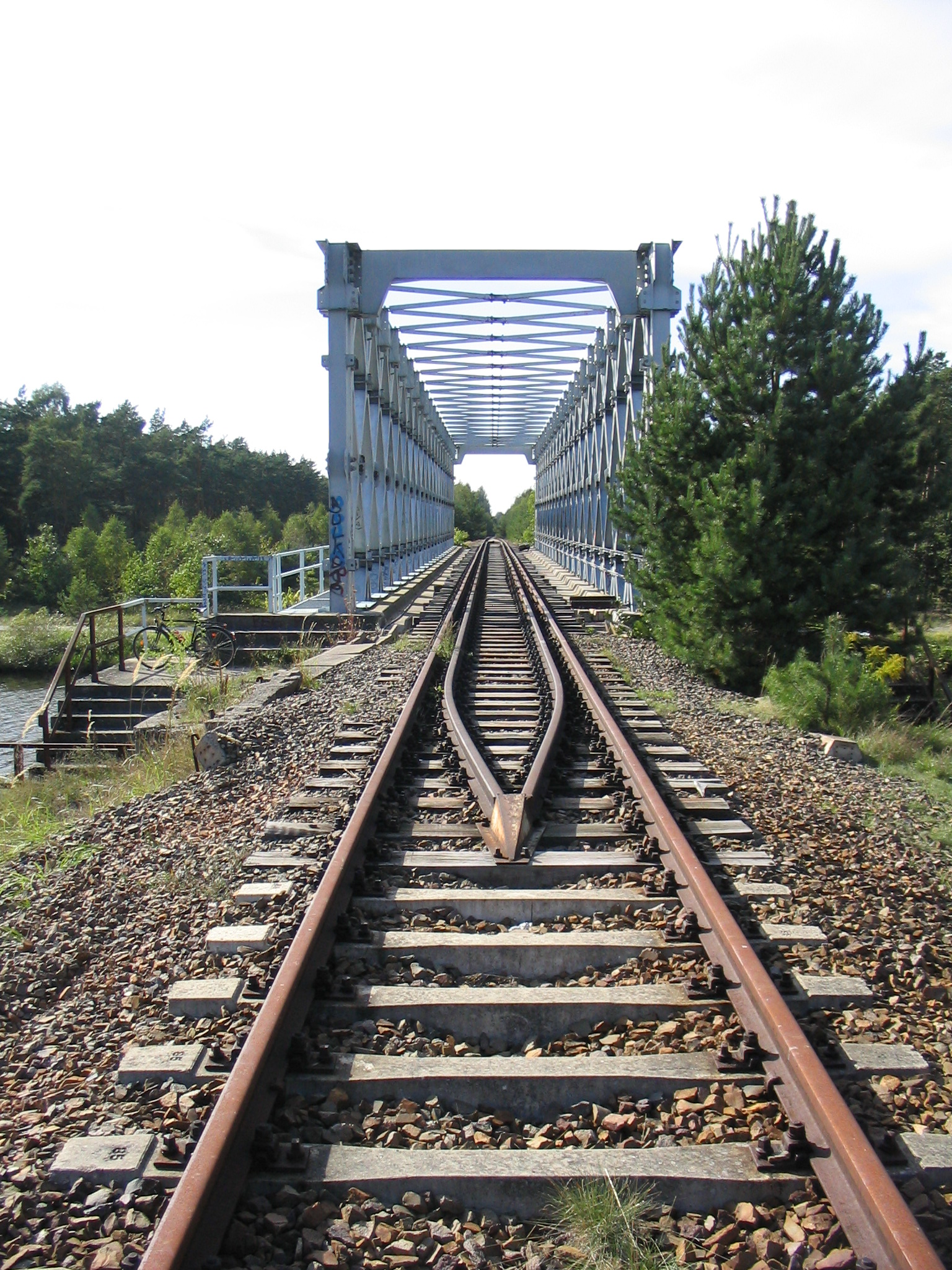
Klinkerhafenbrücke aus Richtung Osten mit Gleis

Nach dem Bau der Berliner Mauer verlor die Heidekrautbahn ihre Verbindung mit der Berliner Innenstadt, da ihr Ausgangspunkt, der Bahnhof Berlin-Wilhelmsruh aufgrund der Grenzlage unzugänglich wurde. Deswegen wurde der Personenverkehr ab 24. Dezember 1961 über die Strecke zwischen Berlin-Karow und Basdorf geführt. Zunächst wurde im Bahnhof Berlin-Blankenburg ein eigener provisorischer Bahnsteig für die Heidekrautbahnzüge mit separatem Zugang errichtet. Seit 1976 fahren die Reisezüge über ein Verbindungsgleis den S-Bahnsteig im Bahnhof Berlin-Karow an. Neue Haltepunkte entstanden in Schönwalde und Schönerlinde.
Zwischen 1976 und 1980 bestanden Pläne, die Strecke unter Einbeziehung der Heidekrautbahn von Berlin-Karow bis Wandlitzsee für den elektrischen S-Bahn-Betrieb auszubauen. Ein zuvor abgefasster Vorschlag der Berliner Genossen fand auf dem IX. Parteitag der SED Zustimmung und kam zum Beschluss. Mit dem Vorhaben wäre in umfangreicher Ausbau der Anlagen verbunden gewesen, unter anderem der Ausbau des Abschnitts von Basdorf bis Wandlitzsee zur Hauptbahn und den damit verbundenen Auflagen, die Erhöhung der Streckengeschwindigkeit auf 80 km/h, die Erhöhung der Bahnsteigkanten auf 960 Millimeter Bahnsteighöhe und die Elektrifizierung der Gleise. Schwierigkeiten hätten sich insbesondere bei der Einhaltung des Lichtraumprofils ergeben, da die Hauptabteilung I der zuständigen Reichsbahndirektion Berlin einen Gleismittenabstand von 1725 Millimeter zur Bahnsteigkante forderte, der S-Bahn-Betrieb aber höchstens 1625 Millimeter Abstand zuließ. Die Stromversorgung sollte über vier Unterwerke sichergestellt werden. Es war ein 40-Minuten-Takt vorgesehen, montags bis freitags sollte die Zuggruppe L von Berlin Alexanderplatz kommend die Strecke befahren, sonnabends und sonntags hingegen die Zuggruppe U von Berlin-Schöneweide. Die Berechnungen ergaben jährliche Kosteneinsparungen in Höhe von 867.000 Mark, demgegenüber standen Investitionskosten von 48,342 Millionen Mark. Die Kosten hätten sich somit nach rund 55 Jahren amortisiert. Angesichts der geringen Wirtschaftlichkeit und anderer Gründe wurde das Vorhaben nach 1980 fallengelassen. Sichtbare Maßnahmen waren lediglich die Vorbereitung der Schwellen für die Befestigung der Stromschienen sowie die Berücksichtigung der Fahrtziele Basdorf und Wandlitzsee bei der Auslieferung der Pragotron-Fahrtzielanzeiger für das S-Bahn-Netz.
Im Jahr 1986 wurde die Klinkerhafenbrücke über den Oder-Havel-Kanal durch einen Neubau ersetzt. Hierbei handelt es sich um den Prototyp einer zweistöckigen Fachwerkträgerbrücke mit einer maximalen Stützweite von 66 Metern, hier mit 60 Meter Stützweite. Sie war die einzige fertiggestellte Brücke dieses Typs und gilt als „technikhistorisches Sachzeugnis weltweit einzigartig“. Sie steht unter Denkmalschutz.
1984 begann der elektrische Betrieb auf der Berliner Nordbahn, die Strecke von Berlin-Karow nach Fichtengrund wurde dagegen nicht elektrifiziert. Dennoch kam es nach wie vor zu Umleitungen einzelner Schnellzüge über die Strecke, so dass in Löwenberg (Mark) eine Diesellok vorgespannt wurde. Im Sommer 1987 verkehrten einzelne saisonale Schnellzüge sogar planmäßig über Basdorf; einige Personenzüge auf dem dichtbefahrenen Abschnitt zwischen Karow und Basdorf wurden deswegen durch Busse ersetzt. Auch 1990 kam es zu Umleitungen von Schnellzügen über die Strecke.

### Entwicklung nach 1990

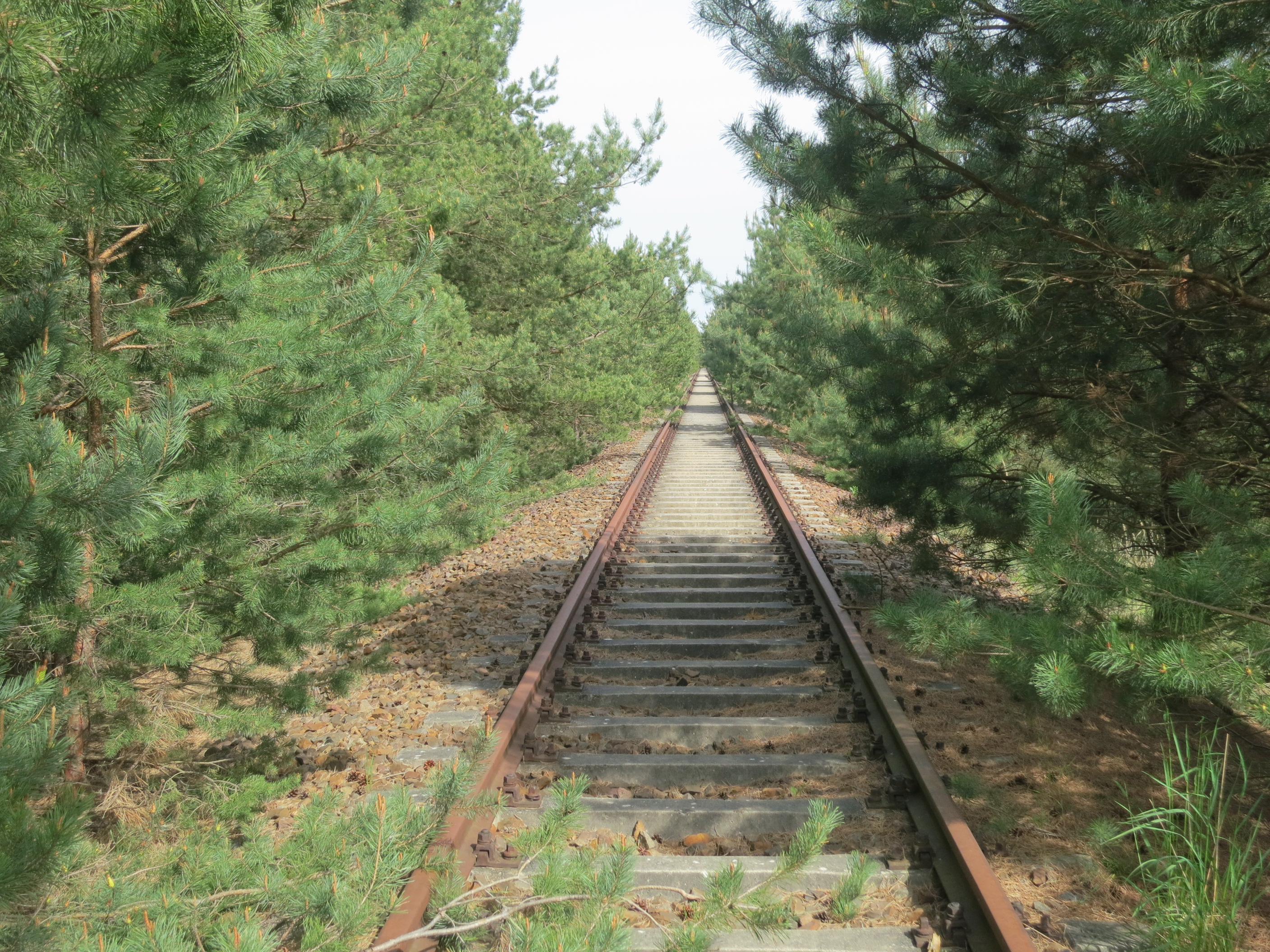
Nicht mehr genutztes Gleis zwischen Oder-Havel-Kanal und Schmachtenhagen

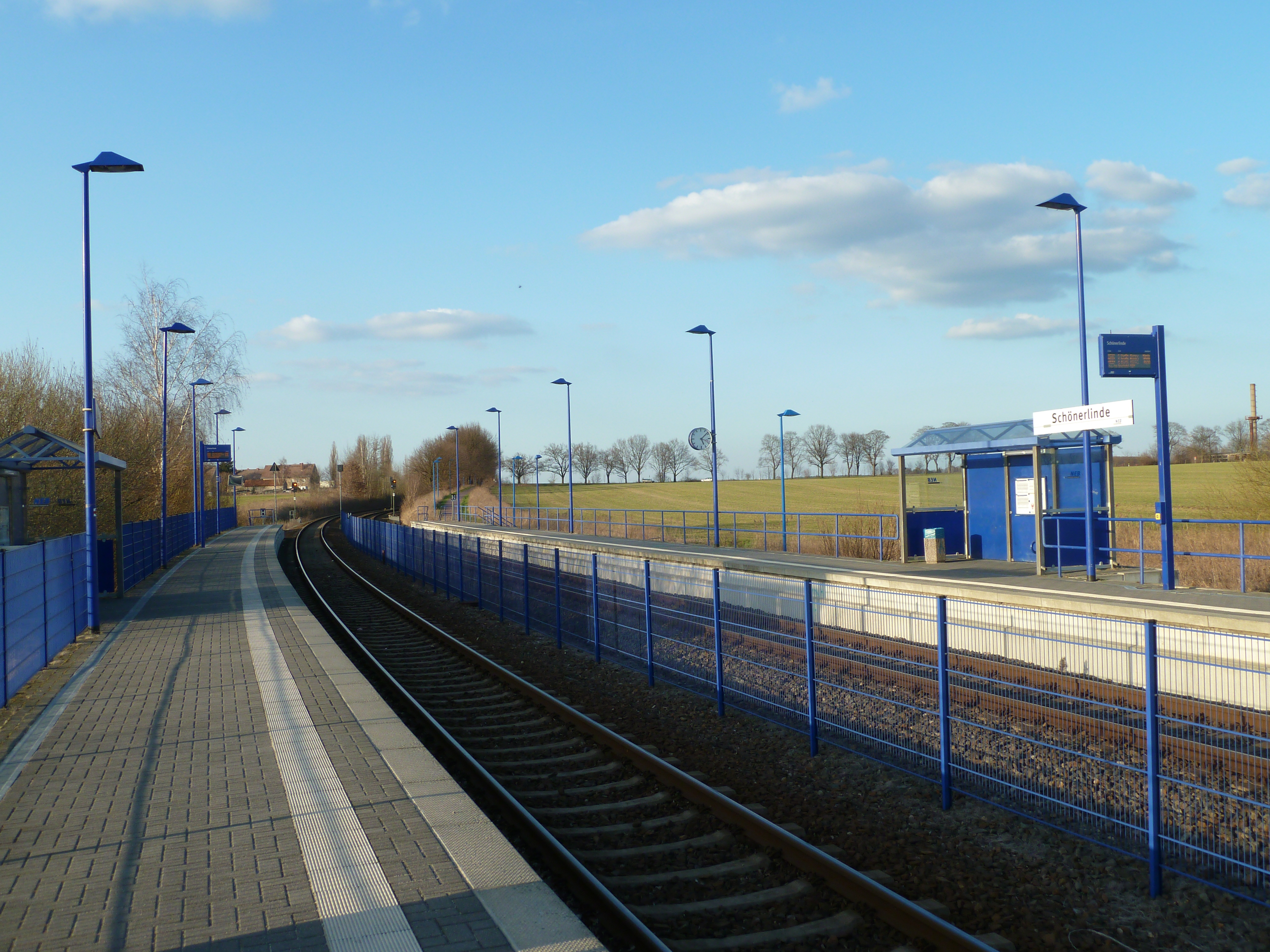
Im Jahr 2002 wurde der Bahnhof Schönerlinde neu gebaut und ersetzte einen Haltepunkt und einen Kreuzungsbahnhof

Nach 1990 nahm die Bedeutung der Strecke für den Güterverkehr deutlich ab. Zudem war es nicht mehr nötig, West-Berliner Gebiet zu umfahren. Die Strecke zwischen Berlin-Karow und Wensickendorf wurde weiterhin für den Personenverkehr genutzt, hinzu kam lokaler Güterverkehr nach Schönerlinde und zum Fahrzeugwerk in Berlin-Wilhelmsruh an der Heidekrautbahn (heute zur Stadler Rail gehörend). Die Verbindung von Wensickendorf nach Fichtengrund ging am 28. Mai 1995 außer Betrieb und wurde zum 1. April 1996 gesperrt. 1998 gab es noch einmal Triebwagensonderfahrten auf der Strecke. Im Mai 1999 genehmigte das Eisenbahn-Bundesamt die dauernde Betriebseinstellung auf dem Abschnitt.
Im Jahr 1990 hatte die Niederbarnimer Eisenbahn (NEB) das Streckennetz der Heidekrautbahn zurückerhalten, das seit 1950 von der Deutschen Reichsbahn verwaltet worden war. Dies betraf auch den Abschnitt vom Abzweig Schönwalde bis Wensickendorf. Zum 1. Juli 2000 kaufte die NEB den von der Deutschen Reichsbahn erbauten Abschnitt von Berlin-Karow nach Schönwalde und sanierte ihn. Seit 11. Dezember 2001 ist auch der stillgelegte Abschnitt von Wensickendorf nach Schmachtenhagen im Besitz des Unternehmens, das ihn reaktivierte und in Schmachtenhagen einen neuen Haltepunkt baute. Hier findet seitdem an Wochenenden Personenverkehr statt, der vor allem der Anbindung eines Bauernmarktes dient. Die ansonsten in Wensickendorf endenden Züge werden dann bis Schmachtenhagen verlängert.
Der anschließende Abschnitt nach Fichtengrund ist weiterhin stillgelegt und teilweise abgebaut.
Im Jahr 2001 wurde der größte Teil der verbliebenen Strecke an ein elektronisches Stellwerk in Basdorf angeschlossen. Der Kreuzungsbahnhof in Schönerlinde war zunächst davon ausgenommen. Er wurde im Jahr 2002 geschlossen und als Ersatz ein neuer Bahnhof im Bereich des einen Kilometer südlich gelegenen Haltepunkts Schönerlinde eröffnet.
Bis 2005 wurde der Personenverkehr auf der Strecke von DB Regio durchgeführt, einer der damals seltenen Fälle, wo die Deutsche Bahn Personenverkehr auf Strecken einer Privatbahn betrieb. Nach einer gewonnenen Ausschreibung übernahm die NEB Betriebsgesellschaft mbH, eine Tochtergesellschaft der Niederbarnimer Eisenbahn, den Personenverkehr.
Zwischen Karow und Basdorf fahren die Züge tagsüber im Halbstundentakt abwechselnd nach Wensickendorf und Klosterfelde/Groß Schönebeck. Hinzu kommen einige Verstärkerzüge im Berufsverkehr, die nicht im Bahnhof Berlin-Karow halten, sondern direkt nach Berlin-Gesundbrunnen fahren. Zwischen Basdorf und Wensickendorf verkehren die Züge stündlich, am Wochenende von Vormittag bis Nachmittag weiter bis Schmachtenhagen.

## Streckenbeschreibung

### Verlauf

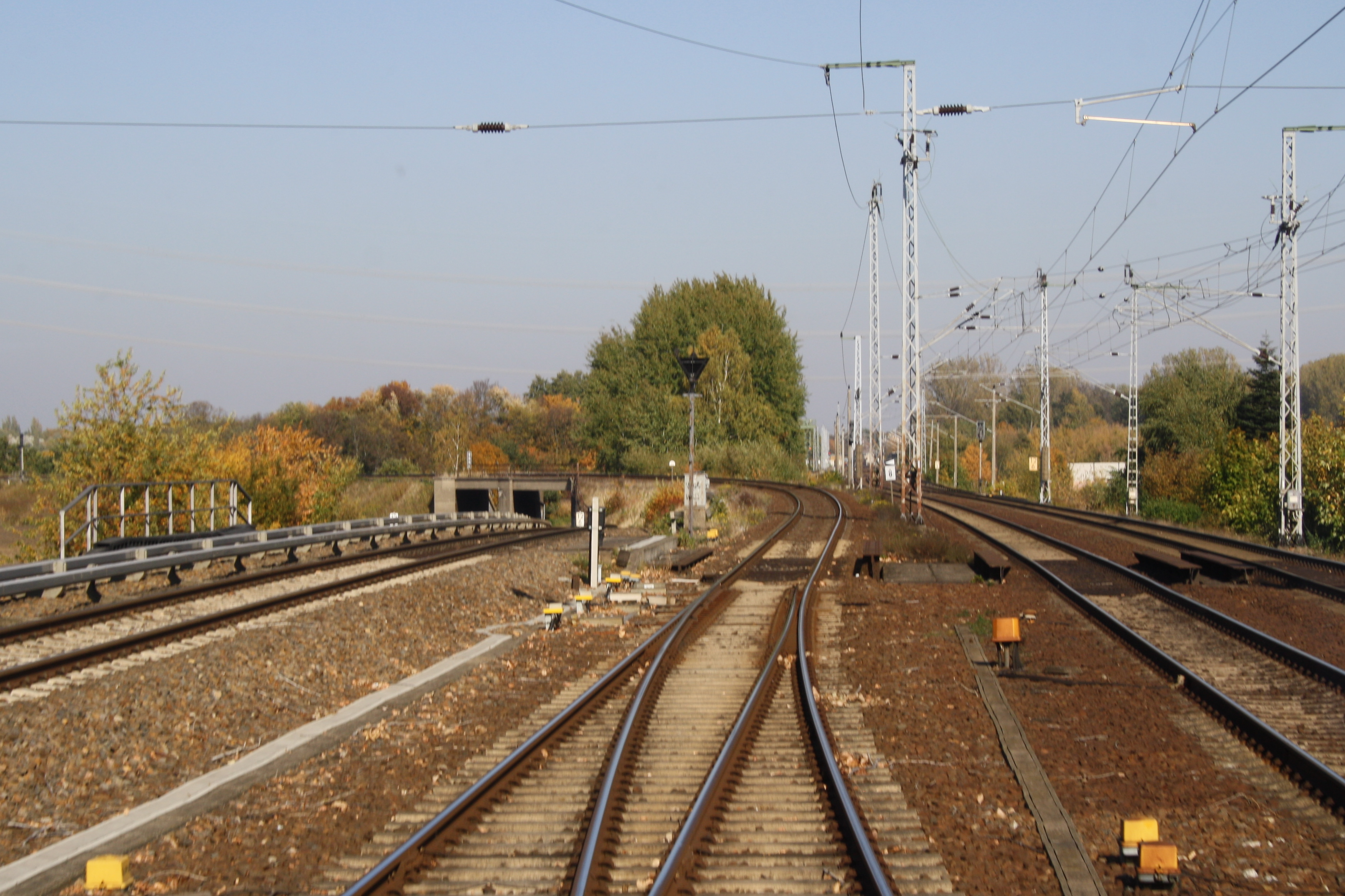
Abzweig Berlin-Karow: links die S-Bahn-Gleise, rechts die Gleise der Fernbahn

Die durchgehend eingleisige Strecke hat ihren Ausgangspunkt im Bahnhof Berlin-Karow. Sie führt die Kilometrierung des Güteraußenrings fort, der allerdings in diesem Bereich nicht mehr existiert. Der Nullpunkt der Kilometerzählung liegt im Bahnhof Teltow. Der gemeinsame Abschnitt mit der Heidekrautbahn vom Abzweig Schönwalde bis Wensickendorf wurde doppelt kilometriert. Einerseits behielt er die alte Kilometrierung der Heidekrautbahn, andererseits übernahm er die der neuen Strecke.
Vom Bahnhof Karow führt die Strecke anfangs in nordwestliche Richtung, bis sie nördlich des Ortes Schönwalde auf die Trasse der Heidekrautbahn trifft. Nach der Trennung von der Heidekrautbahn verläuft die Strecke in annähernd westliche Richtung und erreicht beim Bahnhof Fichtengrund die Berliner Nordbahn, wo es zwei Verzweigungen in nördliche und südliche Richtung gab.

### Betriebsstellen

#### Berlin-Karow
km 45,5

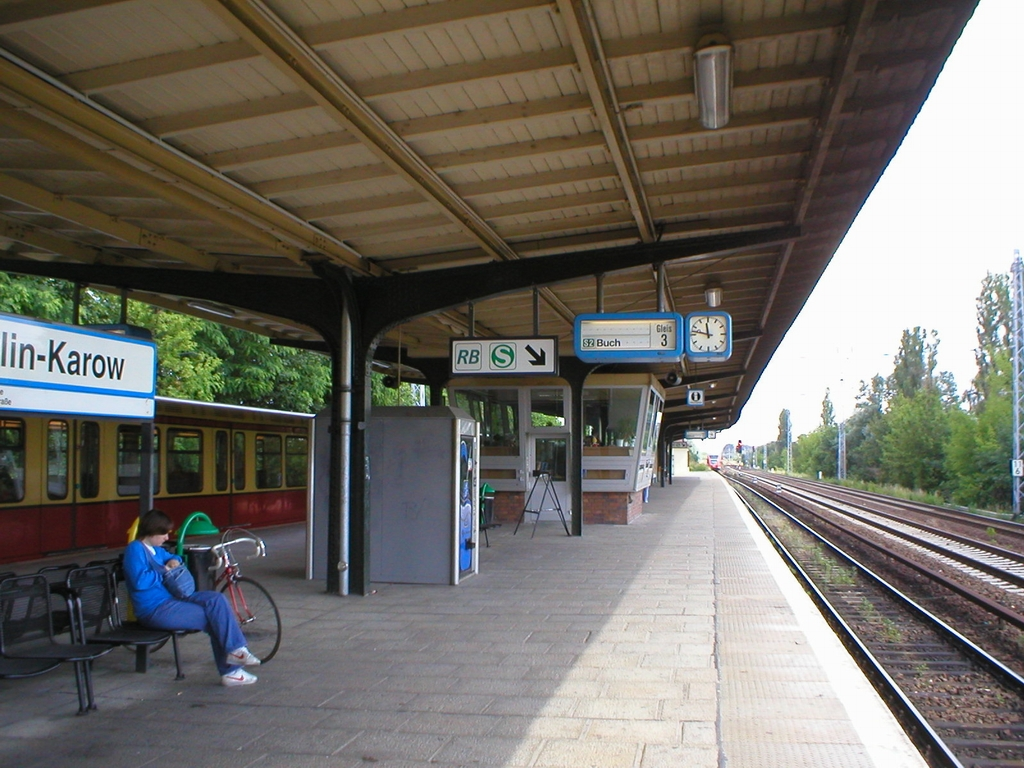
Bahnhof Berlin-Karow – die Regionalzüge beginnen am S-Bahnsteig, von den Ferngleisen (rechts) zweigt im Hintergrund die Strecke ab

Der Bahnhof Berlin-Karow entstand 1882 an der Stettiner Bahn. Seit den 1910er Jahren sind Vorort- und Ferngleise getrennt, 1924 wurden die Vorortgleise elektrifiziert. Der Bahnhof besteht aus einem Personenverkehrsbahnhof an den S-Bahn-Gleisen, der seit 1976 auch von den Regionalzügen von und nach Basdorf angefahren wird und einen nur betrieblich genutzten Bahnhof an den Fernbahngleisen ohne Bahnsteige. Hier mündete aus Richtung Südosten seit Anfang der 1940er Jahre der Güteraußenring. Dieser wurde Anfang der 1950er Jahre durch den Berliner Außenring ersetzt, der nicht direkt den Bahnhof Karow bedient, sondern südlich von ihm am Karower Kreuz die Stettiner Bahn kreuzt. Verbindungskurven führen vom Bahnhof Berlin-Karow in beide Richtungen zum Außenring.
Die Strecke in Richtung Basdorf überquert nördlich des Bahnhofs die Gleise der S-Bahn. Sie ist sowohl vom S-Bahnhof als auch vom Fernbahnhof zu erreichen. In Karow beginnende/endende Regionalzüge in und aus Richtung Basdorf nutzen das südöstliche Gleis am S-Bahnsteig. Im Südwesten des S-Bahnhofs befindet sich ein Abstellgleis für wartende Züge der Heidekrautbahn. Eine Verbindung vom S-Bahnsteig zu den Ferngleisen in Richtung Berlin besteht nicht, so dass weiter in Richtung Berlin fahrende Züge aus Basdorf nicht im Bahnhof halten können.
Das Empfangsgebäude des Bahnhofs steht unter Denkmalschutz.

#### Schönerlinde

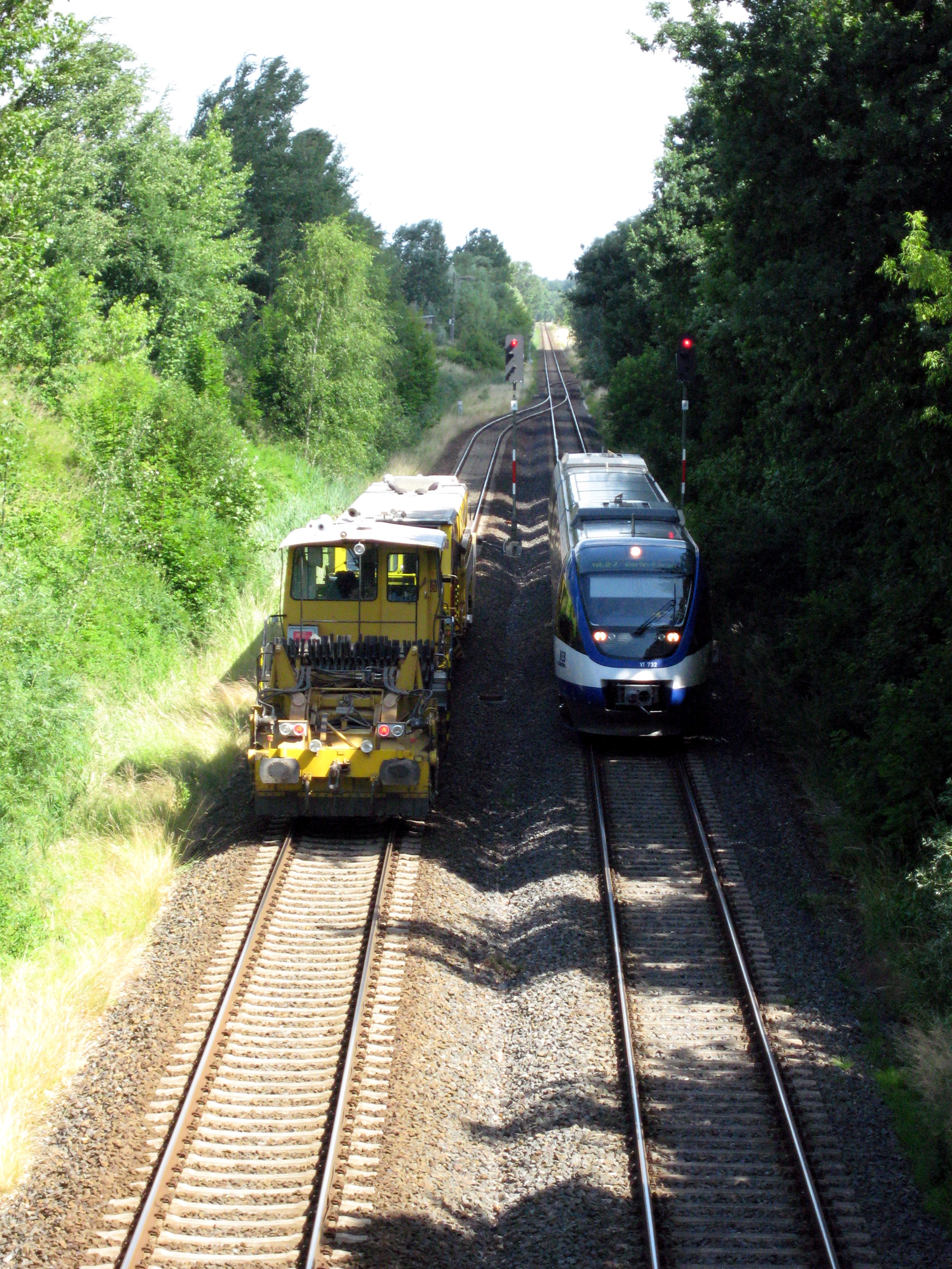
Zugkreuzung im Bahnhof Schönerlinde

km 51,1 (alter Haltepunkt)/51,2 (jetziger Bahnhof) / 52,4 (früherer Kreuzungsbahnhof)
Der Bahnhof Schönerlinde liegt etwa einen Kilometer westlich des Ortskerns von Schönerlinde nördlich der Bahnhofsstraße. Er ging 2002 in Betrieb und ersetzte den nach 1961 eröffneten Haltepunkt Schönerlinde auf der anderen Seite der Bahnhofsstraße und den einen Kilometer nördlich gelegenen Kreuzungsbahnhof Schönerlinde, der um 1952 in Betrieb gegangen war. Während der ursprüngliche Haltepunkt nur eine Bahnsteigkante besaß, erhielt der neue Bahnhof zwei Außenbahnsteige. Ein Gleisanschluss führt in Richtung Süden und wird für den Güterverkehr zu einem Entsorgungsunternehmen genutzt.

#### Schönwalde

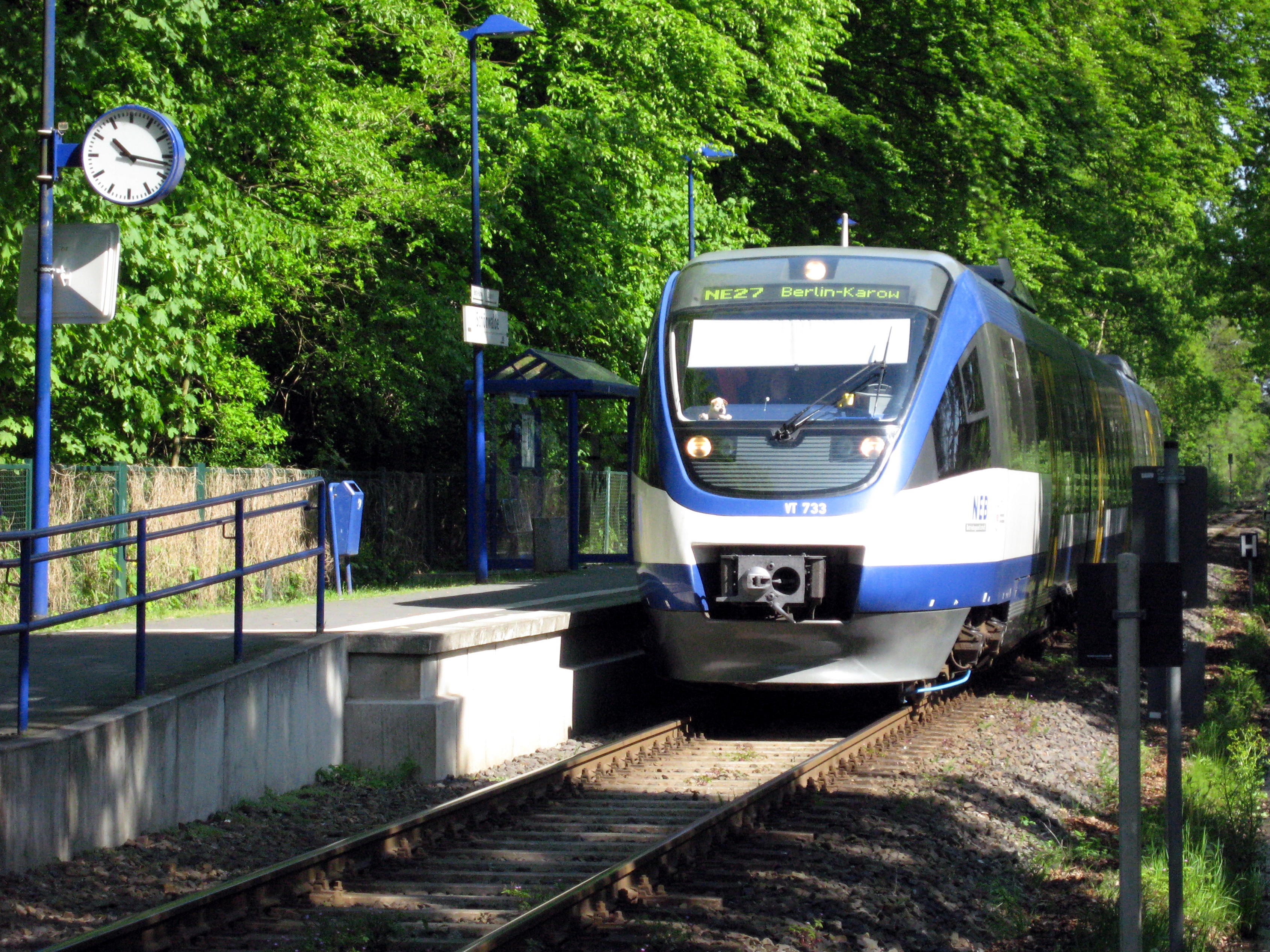
Dieseltriebwagen des Typs Bombardier Talent im Haltepunkt Schönwalde

km 54,3 (Haltepunkt Schönwalde (Barnim)) / 54,8 (Abzweig)
Der Ort Schönwalde besaß einen Bahnhof an der alten Strecke der Heidekrautbahn. Etwa 500 m nördlich trifft diese Strecke am Abzweig Schönwalde auf die Strecke aus Berlin-Karow. Als Folge der Einstellung des durchgehenden Personenverkehrs nach Berlin-Wilhelmsruh nach dem Mauerbau wurde am 24. Dezember 1961 der Personenverkehr zwischen Basdorf und Berlin-Karow aufgenommen, der Ort Schönwalde erhielt dabei den Haltepunkt, der im Unterschied zum alten Bahnhof Schönwalde (Kr Bernau) als Schönwalde Hp bezeichnet wurde. Der alte Bahnhof an der Heidekrautbahn wurde noch bis 1983 von einigen wenigen Personenzügen nach Berlin-Blankenfelde bedient. Er hatte ein zweistöckiges Empfangsgebäude mit Fahrkartenausgabe und einen angebauten Güterschuppen. Das Bahnhofsgebäude verpachtete die NEB nach 1992 an einen Gastwirt, der hier die Gaststätte Zur Heidekrautbahn betreibt. Dagegen verfällt die ursprüngliche Bahnhofsüberdachung (Stand Sommer 1995).
Nach 1990 wurde der Haltepunkt an der Karower Strecke in Schönwalde (Barnim) umbenannt.

#### Basdorf
km 58,3

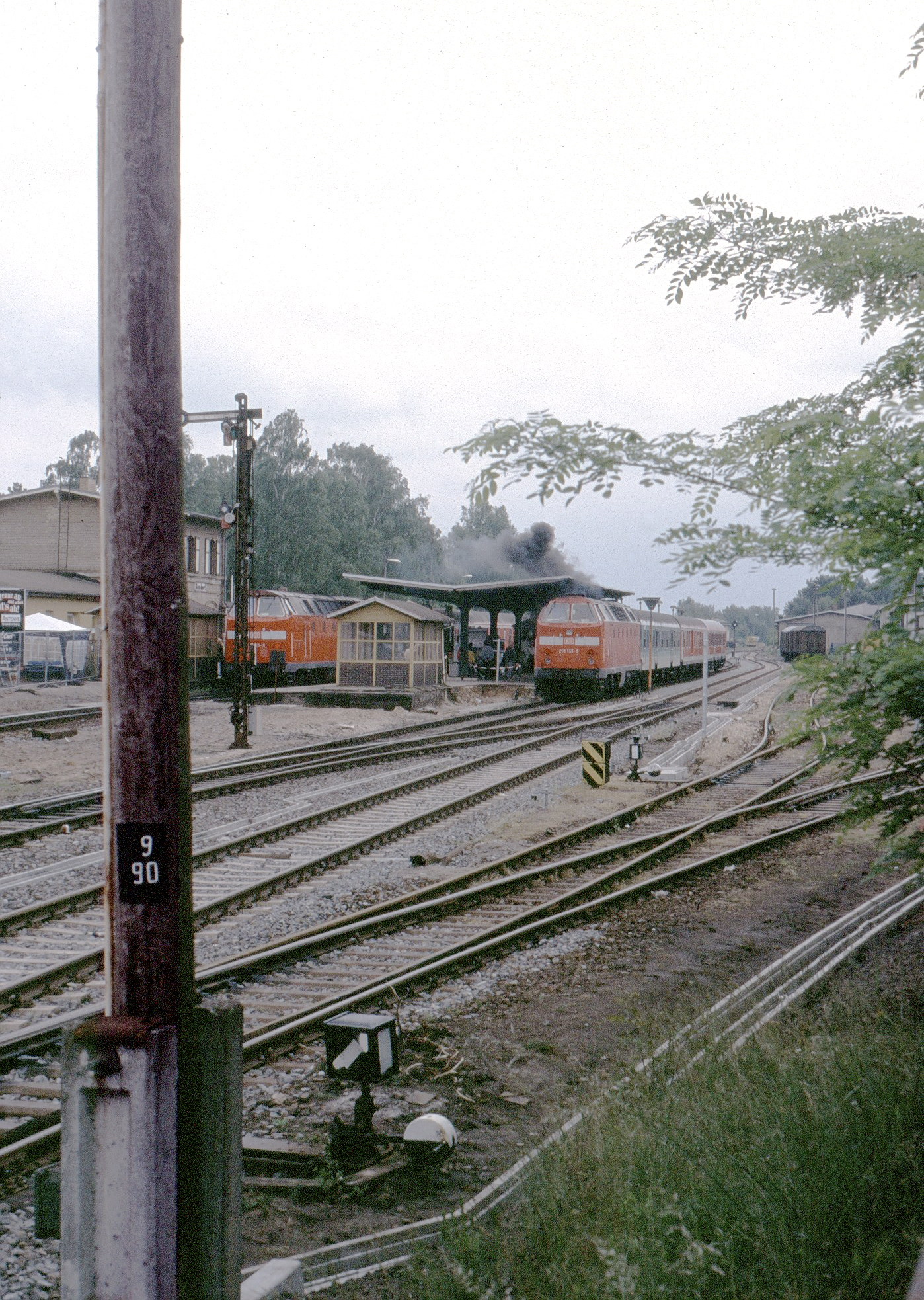
Bahnhof Basdorf mit Diesellokomotiven der Baureihe 219, 2001

Der Bahnhof Basdorf ging 1905 in Betrieb und wurde zum Betriebsmittelpunkt der Heidekrautbahn, er erhielt ein Bahnbetriebswerk und es gab Versorgungsanlage für die Dampflokomotiven. Hier trennen sich die Streckenäste nach Liebenwalde bzw. Groß Schönebeck. Das Bahnbetriebswerk wurde nach 1990 verkleinert, in einigen Gebäudeteilen richtete sich ab 1996 das Heidekrautbahnmuseum ein.
Beim Bau der Strecke von Karow nach Fichtengrund blieben die Bahnhofsanlagen im Wesentlichen unverändert. Die Niederbarnimer Eisenbahn sanierte nach 2000 den Bahnhof. Er besitzt einen Inselbahnsteig mit zwei Bahnsteigkanten.

#### Zühlsdorf
km 61,2
Der Haltepunkt Zühlsdorf entstand ebenfalls 1905 mit der Heidekrautbahn. Früher war eine Haltestelle mit einem Ladegleis. Sein Empfangsgebäude ist denkmalgeschützt.

#### Wensickendorf
km 63,9

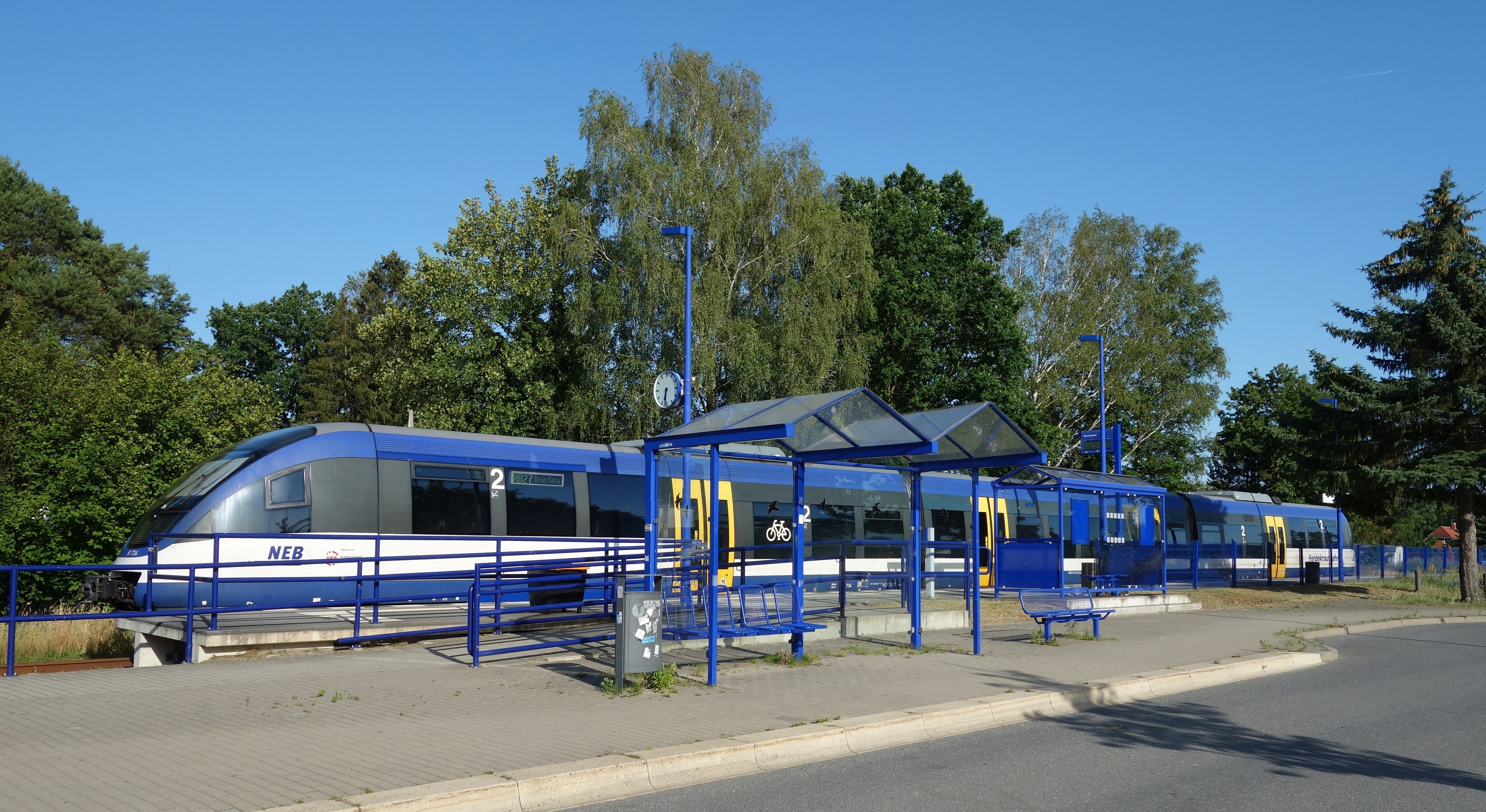
Haltepunkt Wensickendorf

Die Station südlich der Straße nach Wandlitz wurde ebenfalls 1905 eröffnet. Nach dem Bau der Strecke von Berlin-Karow nach Fichtengrund wurden seine Anlagen erweitert. Der Bahnhof erhielt ein etwa einen Kilometer langes Kreuzungsgleis südlich des Empfangsgebäude. Dieses Gleis ist ebenso wie das frühere Ladegleis außer Betrieb. Nördlich des Bahnübergangs über die Straße zweigt die Strecke nach Fichtengrund von der Stammstrecke der Heidekrautbahn ab.
Der Personenverkehr von Wensickendorf nach Liebenwalde wurde 1998 eingestellt, so dass Wensickendorf Endpunkt fast aller Züge auf diesem Streckenast ist, mit Ausnahme einiger Züge an Wochenenden.

#### Schmachtenhagen

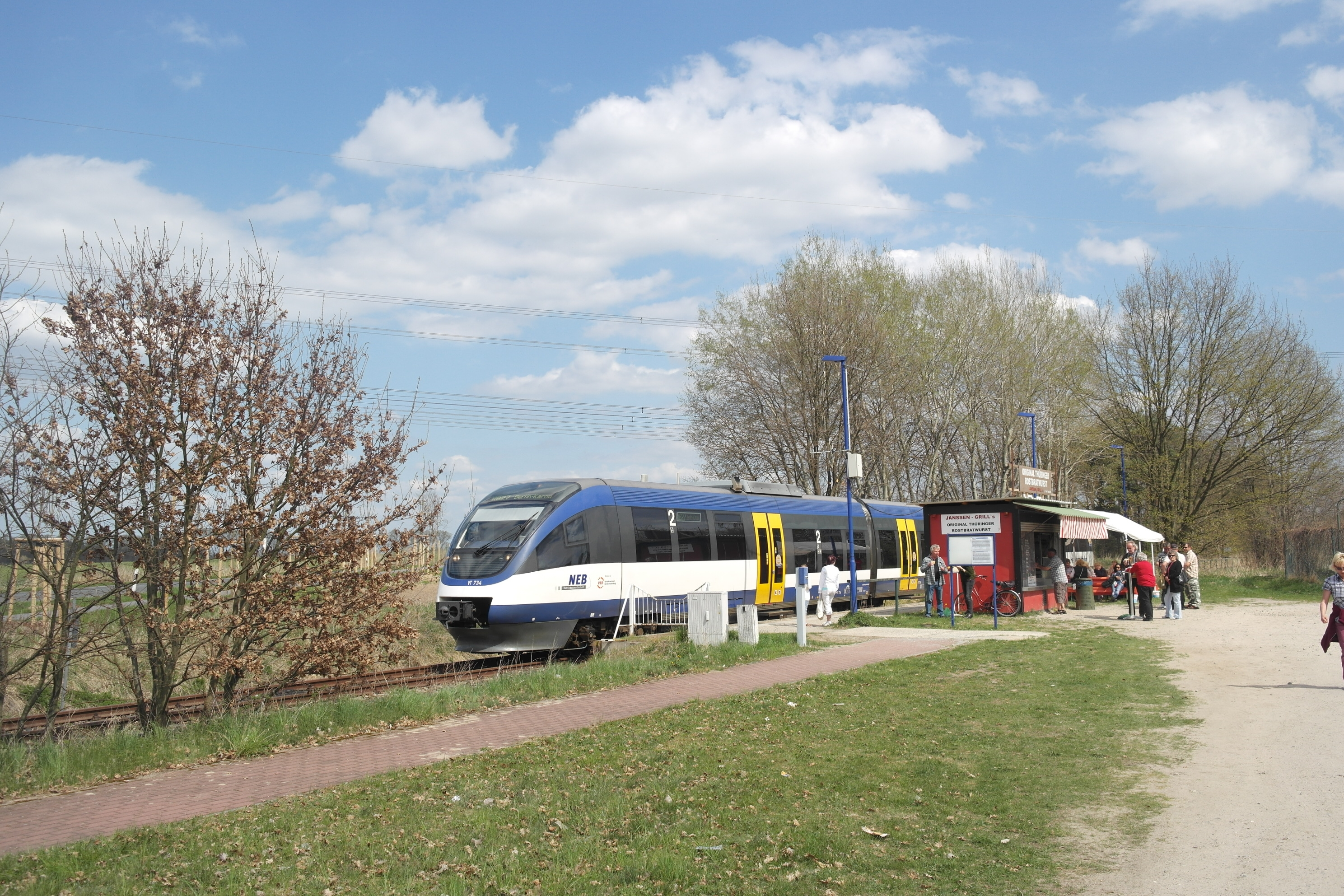
Haltepunkt Schmachtenhagen

km 69,850 (alter Bahnhof)/68,4 (jetziger Haltepunkt)
1951/52 wurde in Schmachtenhagen ein Kreuzungsbahnhof eingerichtet. Er lag nördlich des Ortes westlich der Straße von Schmachtenhagen nach Friedrichsthal. Mit dem Ausbau des Berliner Außenrings nahm der Zugverkehr auf der Strecke ab und der Bahnhof wurde für seine eigentlichen Funktion nicht mehr benötigt. Auf Reichsbahndirektionskarten ist er bereits von Ende der 1950er Jahre an als „außer Betrieb“ dargestellt. Das Kreuzungsgleis wurde später für den Testbetrieb einer Umspuranlage auf sowjetische Breitspur (1524 mm) benutzt. Hierzu wurde etwa in der Mitte des etwa 800 Meter langen früheren Kreuzungsgleis eine Umspuranlage installiert, an die sich weiter in Richtung Westen ein Gleisabschnitt mit 1524-mm-Spurweite anschloss, der am westlichen Bahnhofskopf wieder in ein Regelspurgleis überging.
In den 1990er Jahren etablierte sich im Ort ein großer Bauernmarkt, der vor allen an Wochenenden rege von Besuchern frequentiert wird. Die Niederbarnimer Eisenbahn reaktivierte das stillgelegte Streckenstück von Wensickendorf bis zu einem neu eingerichteten Haltepunkt am Bauernmarkt und bedient ihn am Wochenende mit Personenzügen. Hierbei werden die sonst in Wensickendorf endenden Züge aus Karow bis Schmachtenhagen verlängert. Der Haltepunkt liegt östlich des Ortes südlich der Straße von Schmachtenhagen nach Zehlendorf.

#### Fichtengrund
km 73,4 / 74,4

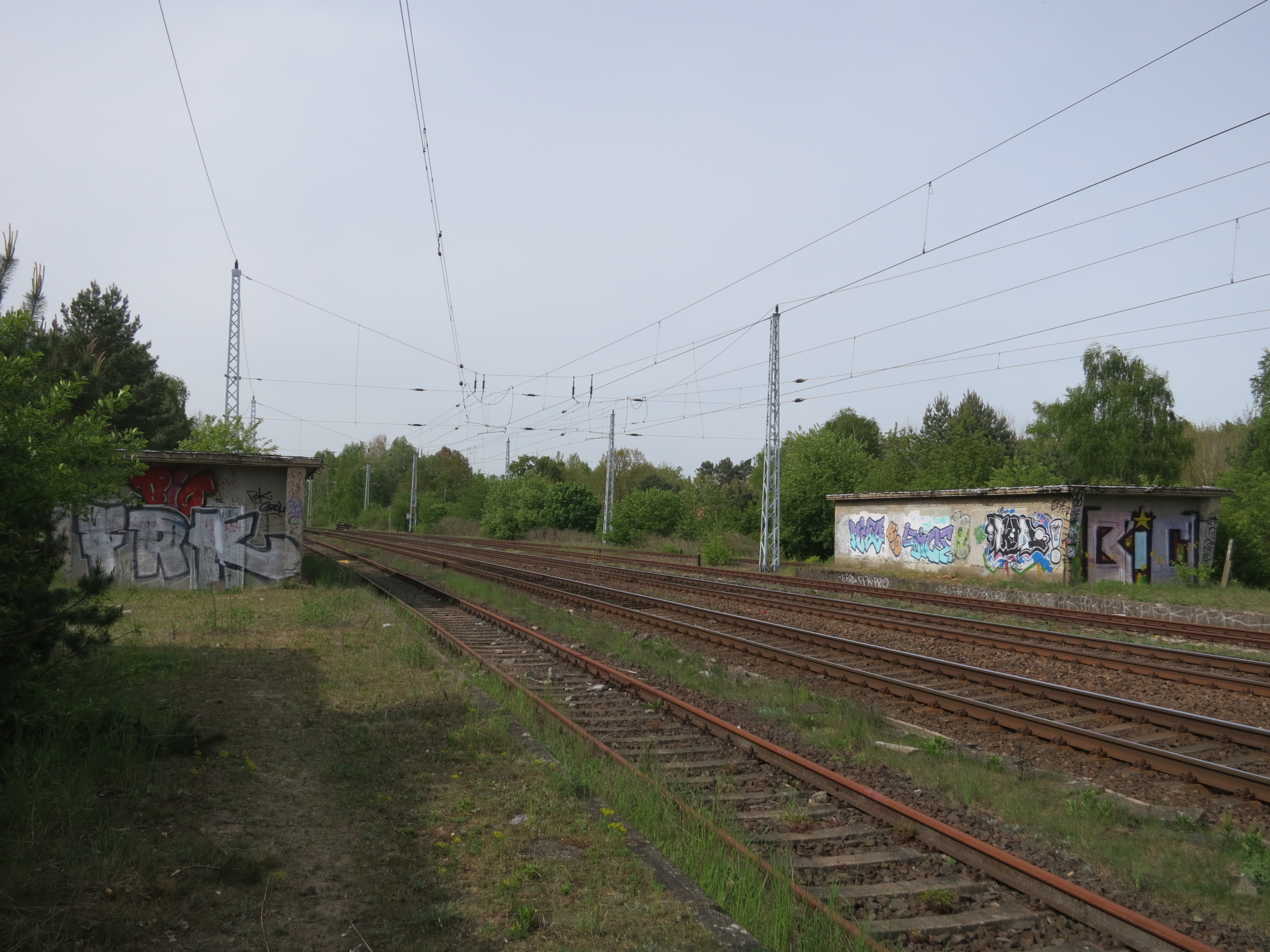
Früherer Bahnhof Fichtengrund – die nördliche Kurve der Strecke aus Berlin-Karow liegt rechts hinter dem Gebäude

Fichtengrund verfügte über einen Haltepunkt an der Berliner Nordbahn. Südlich des Haltepunktes mündete zunächst der nördliche Ast der Neubaustrecke in die Nordbahn, der südliche Ast verlief parallel zur Nordbahn in Richtung Sachsenhausen. In den 1960er Jahren wurde Fichtengrund zum Bahnhof ausgebaut, seine Anlagen erweitert und der Personenhalt nach Süden verlegt. Die Bahnhofsanlagen an der Nordbahn mit zwei Durchgangsgleisen und zwei Überholgleisen mit Bahnsteigen erstreckten sich über eine Länge von weit über einem Kilometer. An den Bahnhofsenden mündeten die beiden Äste der Strecke aus Berlin-Karow ein. Seit Ende Mai 1994 hielten keine Personenzüge in Fichtengrund mehr, wenige Jahre später wurde der Bahnhof auch betrieblich aufgelassen.